# Atheta circulicollis
Atheta circulicollis är en skalbaggsart som beskrevs av Lohse in Lohse, Klimaszewski och Ales Smetana 1990. Atheta circulicollis ingår i släktet Atheta och familjen kortvingar. Inga underarter finns listade i Catalogue of Life.